# Aliança Clube
O Aliança Clube foi um clube de futebol de São Bernardo do Campo, na região da Grande São Paulo, estado de São Paulo. Fundado em 7 de setembro de 1969, suas cores eram o azul, branco e amarelo. Em 1982, a equipe foi absorvida pelo Esporte Clube São Bernardo e nunca mais retornou ao futebol, tanto amador como profissionalmente.

## Participações em estaduais
- Segundo Nível (atual A2) = 6 (seis)

- 1976, 1977, 1978, 1979, 1980, 1981

## Títulos
Amador
- Campeão Juvenil de Futebol Amador de São Bernardo - 1971
- Bicampeão Juvenil de Futebol Amador de São Bernardo - 1972
- Vice-Campeão Estadual Categoria Dentão - 1973
- Vice-Campeão Juvenil de Futebol Amador de São Bernardo - 1974
- Vice-Campeão Estadual Categoria Juniores - 1980
- Campeão Invicto Copa Arizona Fase Regional
- Vice-Campeão Amador de São Bernardo - 1972
- Campeão de Futebol Amador de São Bernardo - 1973
- Campeão Invicto da Taça São Bernardo - 1973
- Bicampeão Invicto de Futebol Amador de São Bernardo - 1974
- Bicampeão da Taça São Bernardo - 1974
- Vice-Campeão Amador de São Bernardo - 1975
- Campeão Invicto Desafio ao Galo e Super Galo

Profissional
- Vice-Campeão Série-A2: 1976
- Terceiro colocado Série-A2: 1978
- Vice-Campeão Série-A2: 1980
- Campeão do Torneio ACEESP de 1977 (invicto)
- Taça Amizade